# Alpiner Skieuropacup 1997/98
Die Saison 1997/1998 des Alpinen Skieuropacups begann am 7. Dezember 1997 in Piancavallo (ITA) und endete am 13. März 1998 in Bardonecchia (ITA). Bei den Männern wurden 33 Rennen ausgetragen (7 Abfahrten, 5 Super-G, 10 Riesenslaloms, 11 Slaloms). Bei den Frauen waren es hingegen 31 Rennen (6 Abfahrten, 6 Super-G, 9 Riesenslaloms, 10 Slaloms).

## Europacupwertungen

### Gesamtwertung
| Rang | Name               | Land       | Punkte |
| ---- | ------------------ | ---------- | ------ |
| 1    | Benjamin Raich     | Österreich | 1292   |
| 2    | Patrick Wirth      | Österreich | 0882   |
| 3    | Didier Plaschy     | Schweiz    | 0611   |
| 4    | Christoph Gruber   | Österreich | 0555   |
| 5    | Jeff Piccard       | Frankreich | 0439   |
| 6    | Peter Rzehak       | Österreich | 0418   |
| 7    | Gaëtan Llorach     | Frankreich | 0416   |
| 8    | Ludwig Sprenger    | Italien    | 0412   |
| 9    | Rainer Schönfelder | Österreich | 0397   |
| 100  | Norbert Holzknecht | Österreich | 0384   |

| Rang | Name                 | Land       | Punkte |
| ---- | -------------------- | ---------- | ------ |
| 1    | Marianna Salchinger  | Österreich | 681    |
| 2    | Karin Blaser         | Österreich | 555    |
| 3    | Anja Pärson          | Schweden   | 538    |
| 4    | Tanja Schneider      | Österreich | 484    |
| 5    | Karin Köllerer       | Österreich | 472    |
| 6    | Kristine Kristiansen | Norwegen   | 468    |
| 7    | Henna Raita          | Finnland   | 466    |
| 8    | Riitta Pitkanen      | Finnland   | 457    |
| 9    | Eveline Rohregger    | Österreich | 445    |
| 100  | Tanja Poutiainen     | Finnland   | 415    |

### Abfahrt
| Rang | Name               | Land       | Punkte |
| ---- | ------------------ | ---------- | ------ |
| 1    | Norbert Holzknecht | Österreich | 320    |
| 2    | Ludwig Sprenger    | Italien    | 282    |
| 3    | Peter Rzehak       | Österreich | 248    |
| 4    | Patrick Wirth      | Österreich | 226    |
| 5    | Heinrich Rupp      | Schweiz    | 207    |

| Rang | Name                 | Land       | Punkte |
| ---- | -------------------- | ---------- | ------ |
| 1    | Marianna Salchinger  | Österreich | 429    |
| 2    | Kristine Kristiansen | Norwegen   | 380    |
| 3    | Grete Ström          | Norwegen   | 263    |
| 4    | Veronika Thanner     | Österreich | 211    |
| 5    | Marta Antonioli      | Italien    | 181    |
| 5    | Eveline Rohregger    | Österreich | 181    |

### Super-G
| Rang | Name                     | Land       | Punkte |
| ---- | ------------------------ | ---------- | ------ |
| 1    | Christoph Gruber         | Österreich | 300    |
| 2    | Patrick Wirth            | Österreich | 255    |
| 3    | Sébastien Fournier-Bidoz | Frankreich | 180    |
| 3    | Kenneth Sivertsen        | Norwegen   | 180    |
| 5    | Peter Rzehak             | Österreich | 170    |

| Rang | Name                | Land       | Punkte |
| ---- | ------------------- | ---------- | ------ |
| 1    | Tanja Schneider     | Österreich | 280    |
| 2    | Marianna Salchinger | Österreich | 252    |
| 3    | Karin Blaser        | Österreich | 245    |
| 4    | Marta Antonioli     | Italien    | 206    |
| 5    | Alexandra Morallet  | Frankreich | 202    |

### Riesenslalom
| Rang | Name           | Land       | Punkte |
| ---- | -------------- | ---------- | ------ |
| 1    | Benjamin Raich | Österreich | 820    |
| 2    | Patrick Wirth  | Österreich | 401    |
| 3    | Sami Uotila    | Finnland   | 368    |
| 4    | Arnold Rieder  | Italien    | 332    |
| 5    | Jeff Piccard   | Frankreich | 253    |

| Rang | Name             | Land       | Punkte |
| ---- | ---------------- | ---------- | ------ |
| 1    | Anja Pärson      | Schweden   | 469    |
| 2    | Karin Köllerer   | Österreich | 247    |
| 3    | Katarina Breznik | Slowenien  | 245    |
| 4    | Petra Kritzinger | Italien    | 234    |
| 5    | Anna Ottosson    | Schweden   | 230    |

### Slalom
| Rang | Name           | Land       | Punkte |
| ---- | -------------- | ---------- | ------ |
| 1    | Benjamin Raich | Österreich | 472    |
| 2    | Didier Plaschy | Schweiz    | 471    |
| 3    | Gaëtan Llorach | Frankreich | 394    |
| 4    | Andrej Miklavc | Slowenien  | 372    |
| 5    | Pierre Violon  | Frankreich | 367    |

| Rang | Name               | Land      | Punkte |
| ---- | ------------------ | --------- | ------ |
| 1    | Henna Raita        | Finnland  | 466    |
| 2    | Riitta Pitkanen    | Finnland  | 457    |
| 3    | Nataša Bokal       | Slowenien | 293    |
| 4    | Petra Olamo        | Finnland  | 289    |
| 5    | Kristina Andersson | Schweden  | 265    |

## Podestplatzierungen Herren

### Abfahrt
| Datum      | Ort                 | 1. Platz                 | 2. Platz                 | 3. Platz                 |
| ---------- | ------------------- | ------------------------ | ------------------------ | ------------------------ |
| 17.12.1997 | Piancavallo (ITA)   | Bjarne Solbakken (NOR)   | Ludwig Sprenger (ITA)    | Heinrich Rupp (SUI)      |
| 12.01.1998 | Zauchensee (AUT)    | Peter Pen (SLO)          | Patrick Wirth (AUT)      | Norbert Holzknecht (AUT) |
| 12.01.1998 | Zauchensee (AUT)    | Norbert Holzknecht (AUT) | Maurizio Feller (ITA)    | Patrick Wirth (AUT)      |
| 29.01.1998 | Megève (FRA)        | Jeff Piccard (FRA)       | Ludwig Sprenger (ITA)    | Norbert Holzknecht (AUT) |
| 30.01.1998 | Megève (FRA)        | Norbert Holzknecht (AUT) | Roland Fischnaller (ITA) | Ludwig Sprenger (ITA)    |
| 17.02.1998 | Sierra Nevada (ESP) | Stefan Krauß (GER)       | Ambrosi Hoffmann (SUI)   | David Pretot (FRA)       |
| 18.02.1998 | Sierra Nevada (ESP) | Stefan Krauß (GER)       | Christian Greber (AUT)   | Ambrosi Hoffmann (SUI)   |

### Super-G
| Datum      | Ort                 | 1. Platz                       | 2. Platz                       | 3. Platz               |
| ---------- | ------------------- | ------------------------------ | ------------------------------ | ---------------------- |
| 12.12.1997 | Obereggen (ITA)     | Christoph Gruber (AUT)         | Chad Gulevich (CAN)            | Patrick Wirth (AUT)    |
| 13.01.1998 | Zauchensee (AUT)    | Christoph Gruber (AUT)         | Jürg Grünenfelder (SUI)        | Patrick Wirth (AUT)    |
| 25.01.1998 | Les Menuires (FRA)  | Christoph Gruber (AUT)         | Sébastien Fournier-Bidoz (FRA) | Peter Rzehak (AUT)     |
| 20.02.1998 | Sierra Nevada (ESP) | Sébastien Fournier-Bidoz (FRA) | Kenneth Sivertsen (NOR)        | Christian Greber (AUT) |
| 20.02.1998 | Sierra Nevada (ESP) | Kenneth Sivertsen (NOR)        | Tobias Barnerssoi (GER)        | Christian Greber (AUT) |

### Riesenslalom
| Datum      | Ort                 | 1. Platz               | 2. Platz                 | 3. Platz                                  |
| ---------- | ------------------- | ---------------------- | ------------------------ | ----------------------------------------- |
| 08.12.1997 | Valloire (FRA)      | Benjamin Raich (AUT)   | Ian Piccard (FRA)        | Vincent Millet (FRA)                      |
| 09.12.1997 | Valloire (FRA)      | Benjamin Raich (AUT)   | Patrick Wirth (AUT)      | Ian Piccard (FRA)                         |
| 22.12.1997 | Kreischberg (AUT)   | Benjamin Raich (AUT)   | Vincent Millet (FRA)     | Sami Uotila (FIN)                         |
| 05.01.1998 | Kranjska Gora (SLO) | Benjamin Raich (AUT)   | Sami Uotila (FIN)        | Jeff Piccard (FRA)                        |
| 20.01.1998 | Grimentz (SUI)      | Sami Uotila (FIN)      | Marco Büchel (LIE)       | Rainer Schönfelder (AUT)                  |
| 24.01.1998 | Les Menuires (FRA)  | Ian Piccard (FRA)      | Arnold Rieder (ITA)      | Benjamin Raich (AUT)                      |
| 10.02.1998 | St. Moritz (SUI)    | Benjamin Raich (AUT)   | Heinz Schilchegger (AUT) | Patrick Wirth (AUT)                       |
| 13.02.1998 | Sella Nevea (ITA)   | Rainer Salzgeber (AUT) | Benjamin Raich (AUT)     | Heinz Schilchegger (AUT)                  |
| 14.02.1998 | Sella Nevea (ITA)   | Rainer Salzgeber (AUT) | Benjamin Raich (AUT)     | Arnold Rieder (ITA)                       |
| 11.03.1998 | Bardonecchia (ITA)  | Benjamin Raich (AUT)   | Arnold Rieder (ITA)      | Sami Uotila (FIN) Sergio Bergamelli (ITA) |

### Slalom
| Datum      | Ort                   | 1. Platz                 | 2. Platz              | 3. Platz                 |
| ---------- | --------------------- | ------------------------ | --------------------- | ------------------------ |
| 13.12.1997 | Obereggen (ITA)       | Benjamin Raich (AUT)     | Mika Marila (FIN)     | Kristinn Björnsson (ISL) |
| 21.12.1997 | Kreischberg (AUT)     | Gaëtan Llorach (FRA)     | Pierre Violon (FRA)   | Marco Casanova (SUI)     |
| 06.01.1998 | Kranjska Gora (SLO)   | Richard Gravier (FRA)    | Andrej Miklavc (SLO)  | Benjamin Raich (AUT)     |
| 09.01.1998 | Donnersbachwald (AUT) | Kristinn Björnsson (ISL) | Didier Plaschy (SUI)  | Rainer Schönfelder (AUT) |
| 10.01.1998 | Donnersbachwald (AUT) | Gaëtan Llorach (FRA)     | Andrej Miklavc (SLO)  | Didier Plaschy (SUI)     |
| 20.01.1998 | Grimentz (SUI)        | Didier Plaschy (SUI)     | Gaku Hirasawa (JPN)   | Angelo Weiss (ITA)       |
| 23.01.1998 | Les Menuires (FRA)    | Gaku Hirasawa (JPN)      | Pierre Violon (FRA)   | Didier Plaschy (SUI)     |
| 07.02.1998 | Todtnau (GER)         | Andrej Miklavc (SLO)     | Markus Eberle (GER)   | Benjamin Raich (AUT)     |
| 08.02.1998 | Todtnau (GER)         | Matteo Belfrond (ITA)    | Simone Vicquery (ITA) | Gaëtan Llorach (FRA)     |
| 11.02.1998 | St. Moritz (SUI)      | Benjamin Raich (AUT)     | Gerhard Speiser (GER) | Yves Dimier (FRA)        |
| 13.03.1998 | Bardonecchia (ITA)    | Didier Plaschy (SUI)     | Andrej Miklavc (SLO)  | Simone Vicquery (ITA)    |

## Podestplatzierungen Damen

### Abfahrt
| Datum      | Ort              | 1. Platz                   | 2. Platz                   | 3. Platz                  |
| ---------- | ---------------- | -------------------------- | -------------------------- | ------------------------- |
| 18.12.1997 | Zauchensee (AUT) | Kristine Kristiansen (NOR) | Marianna Salchinger (AUT)  | Ylvie Runggaldier (ITA)   |
| 19.12.1997 | Zauchensee (AUT) | Marianna Salchinger (AUT)  | Kristine Kristiansen (NOR) | Eveline Rohregger (AUT)   |
| 05.01.1998 | Tignes (FRA)     | Kristine Kristiansen (NOR) | Marianna Salchinger (AUT)  | Anna Larionova (RUS)      |
| 07.01.1998 | Tignes (FRA)     | Kristine Kristiansen (NOR) | Marta Antonioli (ITA)      | Marianna Salchinger (AUT) |
| 01.02.1998 | Pra-Loup (FRA)   | Grete Strøm (NOR)          | Veronika Thanner (AUT)     | Karin Blaser (AUT)        |
| 02.02.1998 | Pra-Loup (FRA)   | Martina Lechner (AUT)      | Marianna Salchinger (AUT)  | Grete Strøm (NOR)         |

### Super-G
| Datum      | Ort              | 1. Platz                  | 2. Platz                   | 3. Platz                 |
| ---------- | ---------------- | ------------------------- | -------------------------- | ------------------------ |
| 20.12.1997 | Zauchensee (AUT) | Alexandra Morallet (FRA)  | Kristine Kristiansen (NOR) | Pia Käyhkö (FIN)         |
| 07.01.1998 | Tignes (FRA)     | Warwara Selenskaja (RUS)  | Anja Kalan (SLO)           | Nathalie Robert (FRA)    |
| 03.02.1998 | Pra-Loup (FRA)   | Marianna Salchinger (AUT) | Tanja Schneider (AUT)      | Alexandra Morallet (FRA) |
| 04.02.1998 | Pra-Loup (FRA)   | Marta Antonioli (ITA)     | Karin Blaser (AUT)         | Tanja Schneider (AUT)    |
| 07.02.1998 | Kastelruth (ITA) | Elisabeth Brandner (GER)  | Karin Blaser (AUT)         | Tanja Schneider (AUT)    |
| 08.02.1998 | Kastelruth (ITA) | Sylviane Berthod (SUI)    | Tanja Schneider (ITA)      | Daniela Ceccarelli (ITA) |

### Riesenslalom
| Datum      | Ort                          | 1. Platz                       | 2. Platz               | 3. Platz                                      |
| ---------- | ---------------------------- | ------------------------------ | ---------------------- | --------------------------------------------- |
| 15.12.1997 | St. Sebastian (AUT)          | Tanja Poutiainen (FIN)         | Sonia Vierin (ITA)     | Nicole Gius (ITA)                             |
| 16.12.1997 | St. Sebastian (AUT)          | Tanja Poutiainen (FIN)         | Anna Ottosson (SWE)    | Carrie Sheinberg (USA)                        |
| 23.01.1998 | Schönried (GER)              | Christiane Mitterwallner (AUT) | Edith Rozsa (CAN)      | Anja Pärson (SWE)                             |
| 25.01.1998 | Rogla (SLO)                  | Anja Pärson (SWE)              | Katarina Breznik (SLO) | María José Rienda (ESP)                       |
| 28.01.1998 | Falcade (ITA)                | Caroline Lalive (USA)          | Corina Hossmann (SUI)  | Anja Pärson (SWE)                             |
| 06.02.1998 | Welschnofen/Kastelruth (ITA) | Tanja Schneider (AUT)          | Karin Köllerer (AUT)   | Sylviane Berthod (SUI)                        |
| 20.02.1998 | Abetone (ITA)                | Erika Hansson (SWE)            | Karin Köllerer (AUT)   | Ingrid Jacquemod (FRA) Petra Kritzinger (ITA) |
| 21.02.1998 | Abetone (ITA)                | Anja Pärson (SWE)              | Karin Köllerer (AUT)   | Petra Kritzinger (ITA)                        |
| 12.03.1998 | Nevis Range (GBR)            | Anna Ottosson (SWE)            | Anja Pärson (SWE)      | Alenka Dovžan (SLO)                           |

### Slalom
| Datum      | Ort                | 1. Platz                 | 2. Platz                 | 3. Platz              |
| ---------- | ------------------ | ------------------------ | ------------------------ | --------------------- |
| 07.12.1997 | Piancavallo (ITA)  | Zali Steggall (AUS)      | Urška Hrovat (SLO)       | Nataša Bokal (SLO)    |
| 08.12.1997 | Piancavallo (ITA)  | Laure Pequegnot (FRA)    | Sandra Hälldahl (SWE)    | Urška Hrovat (SLO)    |
| 14.01.1998 | Falcade (ITA)      | Henna Raita (FIN)        | Nataša Bokal (SLO)       | Edith Rozsa (CAN)     |
| 15.01.1998 | Falcade (ITA)      | Henna Raita (FIN)        | Tanja Poutiainen (FIN)   | Stefanie Wolf (GER)   |
| 22.01.1998 | Schönried (GER)    | Kristina Andersson (SWE) | Ingrid Salvenmoser (AUT) | Stefanie Wolf (GER)   |
| 26.01.1998 | Rogla (SLO)        | Henna Raita (FIN)        | Riitta Pitkanen (FIN)    | Julie Parisien (USA)  |
| 29.01.1998 | Falcade (ITA)      | Henna Raita (FIN)        | Riitta Pitkanen (FIN)    | Petra Olamo (FIN)     |
| 14.02.1998 | Missen (GER)       | Petra Haltmayr (GER)     | Karin Köllerer (AUT)     | Riitta Pitkanen (FIN) |
| 15.02.1998 | Missen (GER)       | Karin Köllerer (AUT)     | Kristina Andersson (SWE) | Barbara Milani (ITA)  |
| 13.03.1998 | Bardonecchia (ITA) | Riitta Pitkanen (FIN)    | Sandra Hälldahl (SWE)    | Petra Olamo (FIN)     |